# Maximiliaan Hendrik van Beieren
Maximiliaan Hendrik van Beieren of Maximiliaan Hendrik van Wittelsbach (München, 8 oktober 1621 - Bonn, 3 juni 1688) was de rooms-katholieke prelaat van Keulen; hij was mensenschuw en leed aan melancholie en hypochondrie. Hij zag zichzelf meer als geleerde dan als geestelijke. Maximiliaan was sinds 1671 een van de bondgenoten van Lodewijk XIV van Frankrijk om de Republiek aan te vallen.
Hij was een zoon van hertog Albrecht VI van Beieren en Mechtilde van Leuchtenburg en kwam als coadjutor naar Keulen om zijn oom Ferdinand van Beieren bij te staan en volgde hem na diens dood in 1650 op als aartsbisschop-keurvorst van Keulen tevens prins-bisschop van prinsbisdom Luik, bisschop van prinsbisdom Hildesheim en prins-abt van het Abdijvorstendom Stavelot-Malmedy. Hij was eigenaar van het kasteel van Modave.
Maximiliaan volgde het gymnasium in Keulen en studeerde vervolgens theologie in Leuven. De keurvorst, erg statusgevoelig, wilde zijn invloed en gezag op de rijksstad Keulen uitbreiden. De bevolking wilde haar autonome status als rijksstad behouden. Half Europa bemoeide zich met de zaak. Zijn eerste minister Wilhelm Egon von Fürstenberg en zijn broer Franz trokken aan de touwtjes. Fürstenberg wordt gezien als de veroorzaker van de oorlog omdat hij het verbond had gesloten met Lodewijk XIV.
In 1672, het Rampjaar vielen de troepen van Bernard van Galen en Maximiliaan Hendrik het graafschap Zutphen binnen en veroverden Grol, Bredevoort, Lochem, Hattem, Elburg, Harderwijk en Deventer. Zwolle en Kampen gaven zich over. Maximiliaan kreeg de beschikking over Deventer. Bernard van Galen richtte zijn pijlen op Groningen. De beide bisschoppen hadden 30.000 man ingezet, maar haalden hun troepen terug toen Frederik Willem I van Brandenburg en Raimondo Montecuccoli zich bij Halberstadt verzamelden.
De bisschop vluchtte in 1673 van Bonn naar Keulen, waar hij intrek nam het Kartuizersklooster Sankt Pantaleon, en hield zich bezig met scheikundige proefnemingen. Op 11 mei 1674 tekende hij het vredesverdrag met de Republiek. In 1683 werd hij bisschop van Münster; de hulpbisschop Niels Stensen vertrok naar Hamburg, nadat hij kritiek had geleverd op de benoeming van Maximiliaan.

## Galerij

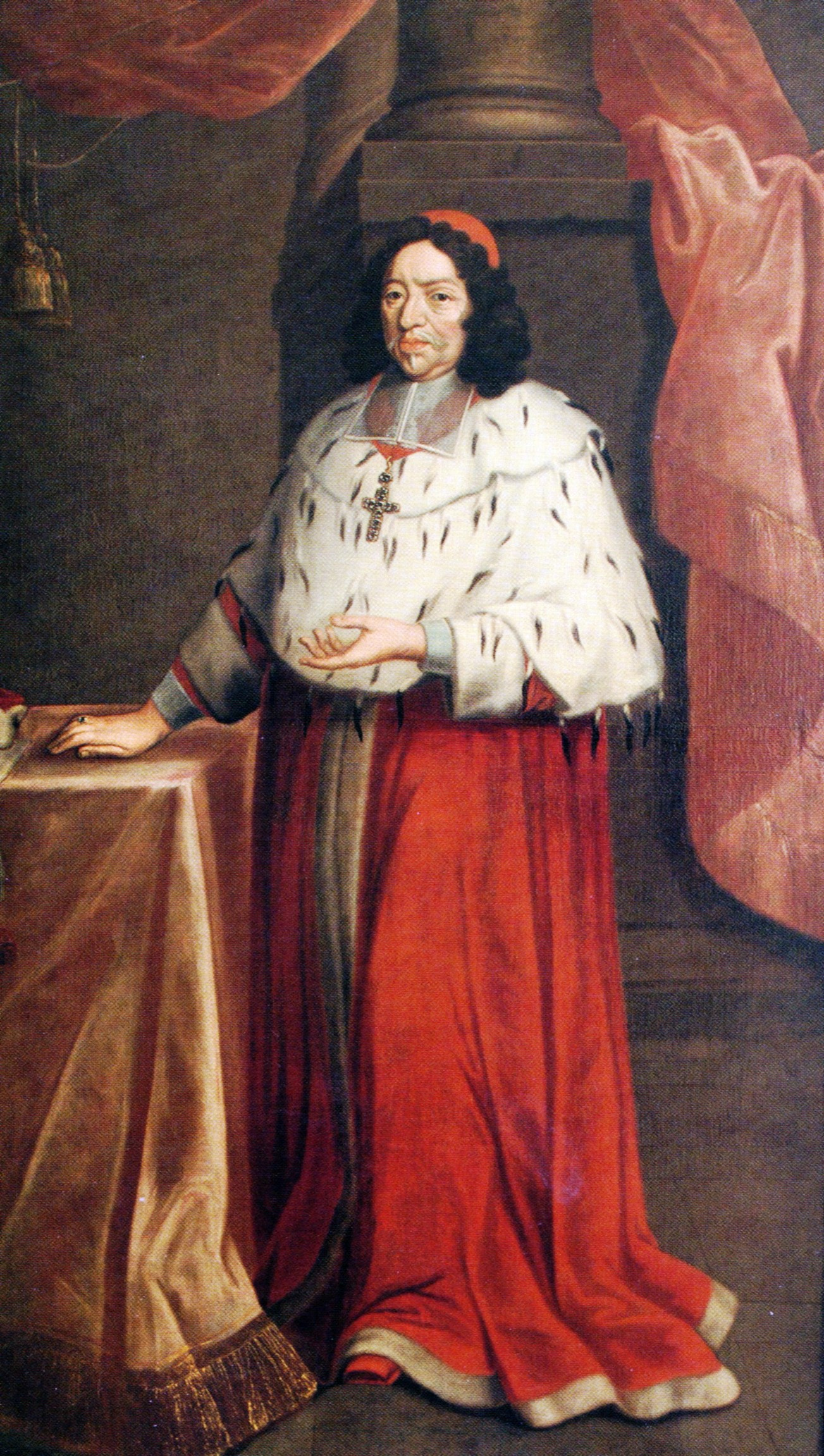
Levensgroot portret van Maximilian Heinrich in het Sauerlandmuseum in Arnsberg
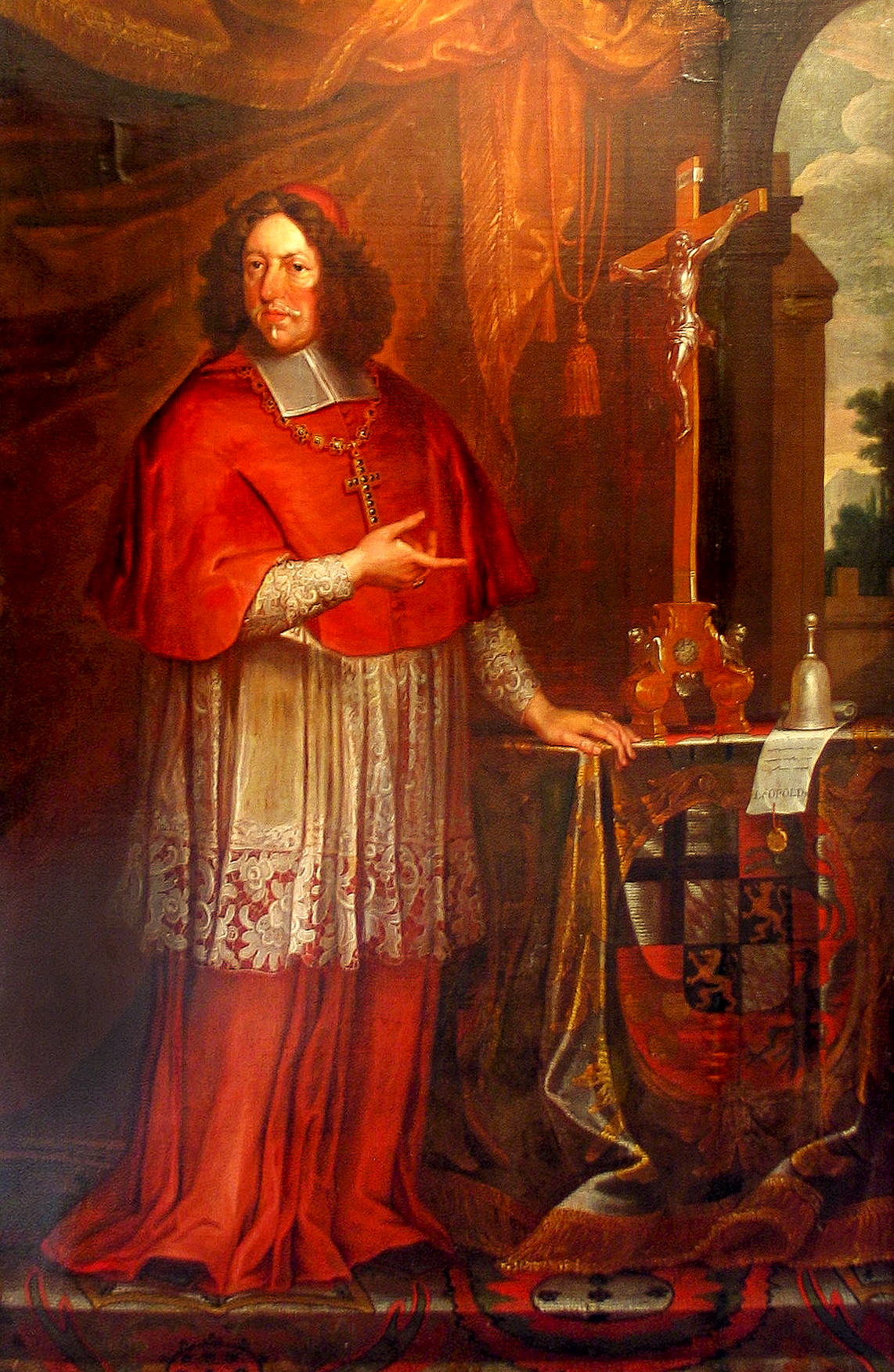
Maximiliaan Hendrik van Beieren in Het Stadsmus te Hasselt
Maximiliaan Hendrik van Beieren in Laurens van den Bos: Historien onses tyds
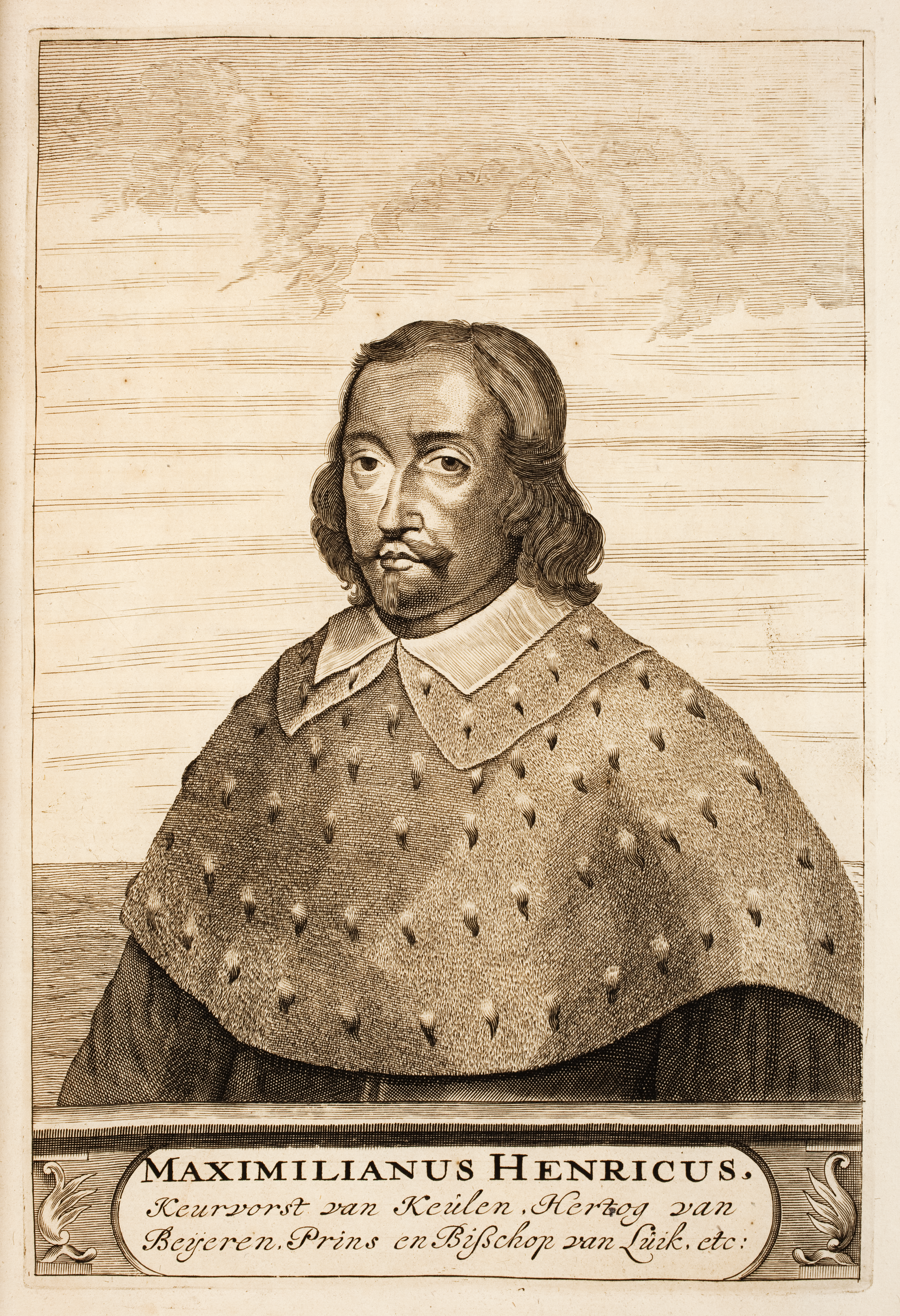
Maximiliaan Hendrik van Beieren in Laurens van den Bos: Historien onses tyds